# ژوسکن د پره
ژوسکن د پره (فرانسوی: Josquin des Prez‎؛ زاده ۱۴۵۰/۱۴۵۵؛ درگذشته ۲۷ اوت ۱۵۲۱) از آهنگسازان فلاندری دورهٔ رنسانس بود. او معروفترین آهنگساز اروپایی بعد از گیوم دوفی و قبل از پالسترینا بود. بسیاری از محققان موسیقی، او را به عنوان اولین استاد سبک پلی‌فونیک موسیقی آوازی در دورهٔ رنسانس در نظر می‌گیرند. او معاصر با لئوناردو دا وینچی و کریستف کلمب بود و مانند بسیاری از آهنگسازان فلاندری، دوران زندگیش را با عهده‌داری منصب‌های گوناگون در کشورهای مختلف اروپایی گذراند. در طی قرن شانزدهم میلادی، ژوسکن بتدریج لقب بزرگترین آهنگساز عصر خود را به دست آورد. نویسندگان مختلفی چون بالداساره کستیلیونه و مارتین لوتر دربارهٔ آوازه و اعتبار او نوشتند. برای مثال، مارتین لوتر می‌نویسد: «خداوند، کتاب مقدسش را از راه موسیقی نیز موعظه می‌کند؛ این را شاید بتوان در آثار ژوسکن دید، تمام آثار او آکنده از سرور، اصیل، ملایم و دوست‌داشتنی هستند؛ آثاری که جاری شده و راه می‌سپرند و نه فقط زور و اجباری بر آنها حکم نمی‌راند و در بند قواعد خشک نیستند، که همچون آواز سهره‌اند.» ژوسکن به حدی مورد ستایش قرار داشت که قطعه‌های ناشناختهٔ زیادی را برای بالابردن تعداد فروش آنها به او نسبت داده‌اند. بیش از ۳۷۰ قطعه به او نسبت داده می‌شود. با وجود شهرت بسیار زیاد ژوسکن که تا آغاز دورهٔ باروک به طول انجامید و پس از آن دوباره در قرن بیستم احیا شد، اطلاعات زیادی از زندگی‌نامهٔ او در اختیار نیست و شخصیت او تقریباً ناشناخته است. آثار ژوسکن دربردارندهٔ قطعه‌های مذهبی و غیر مذهبی در تمامی فرم‌های مهمِ موسیقیِ آوازیِ آن دوران، شامل مس‌ها، موتت‌ها، چنسون‌ها و فراتول‌ها است.

## زندگی
ژوسکن در شهرستان هاینو (که اکنون بخشی از بلژیک است) زاده شد و بیشتر دوران زندگی را در ایتالیا و در خدمت تشکیلات موسیقی دوک‌ها و گروه همسرایان پاپ در رم سپری کرد. در واپسین سال‌های زندگی، به استخدام لویی دوازدهم، پادشاه فرانسه درآمد و در میهنش عهده‌دار چندین منصب کلیسایی شد.